# Авалишвили, Юрий Григорьевич
Юрий Григорьевич Авалишвили (2 апреля 1961, Тбилиси, Грузия) — художник-живописец, член союза художников СССР, член творческого союза профессиональных художников; член творческого союза художников России, член Международного художественного фонда, действительный член Международной академии современных искусств (2023), почетный деятель искусств России.

## Биография
Юрий Авалишвилли родился в Тбилиси, в Грузии, в семье Авалова Григория Елисеевича инженера мостов и тоннелей и   Валентины Сергеевны Зиминой архитектора. Его художественными учителями стали художник Уча Джапаридзе, Джованни Вепхвадзе, Гиви Церадзе и Дмитрий Эристави. Окончания Тбилисской государственной академии художеств в 1988.

## Сотрудничество
В 1988 году Юрий Авалишвили переехал в Москву, где активно сотрудничал с коллекционером, меценатом и
художником Николаем Корниловым, с которым его связала крепкая дружба.
С 1994 года художественный эксперт ассоциации «Искусство народов мира» (Association «Art of the peoples of the world»).
С 2001 года - художественный эксперт союза художников Грузии, художественный эксперт центра развития искусства «АРТ-АРСИ» и представитель и художественный эксперт галереи «Центр-М» при правительстве Москвы.
С 2005 года - представитель и художественный эксперт Музея «Museum of Modern Renaissance» Бостон, США и  член экспертного совета Музея портрета.
С 2019 г. заместитель председателя художественного конкурса «Искусство. Совершенство. Признание».
- Художественный эксперт союза художников Грузии
- Художественный эксперт центра развития искусства «АРТ-АРСИ»
- Представитель и художественный эксперт галереи «Центр-М» при правительстве Москвы
- Представитель и художественный эксперт музея «Museum of Modern Renaissance» Бостон, США
- Член экспертного совета музея портрета «Россия - Взгляд из третьего тысячелетия»
- Заместитель председателя конкурса «Искусство. Совершенство. Признание»

## Творчество
В начале своей творческой деятельности Юрий написал большой цикл работ, который первоначально определял как «посткубистический реализм». Из всей коллекции до наших дней дошла только одна работа «Шаги Моисея», за которую он получил награду  «Золотая кисть». В дальнейшем он начал экспериментировать в попытках отказаться от классических форм построения композиций. Расширялись возможности композиционных  интерпретаций в которых сохранялись базовые элементы реализма. Такой подход Юрия Авалишвили находится в контексте постмодернизма, поэтому его творчество можно и нужно отнести к этому направлению в Искусстве.
Юрий Авалишвили принимал участие в более чем в двухстах выставках и аукционах в Тбилиси, Москве, Санкт-Петербурге, а также — на Кипре, в Балтиморе, Лондоне, Риме, Париже.

## Галерея
- «Укрощение строптивой»
- «Пробуждение»
- «Мадонна 21 века»
- «Осмысление»
- «Вопрос»
- «Евангелисты»

## Награды
Юрий Авалишвили - почетный деятель искусств России. С 2000 году - лауреат конкурса «Золотая Кисть». В 2019 году стал дважды лауреатом международного конкурса «Искусство. Совершенство. Признание». Номинация – Живопись. Золотые медали.. В 2023 году ему был вручён диплом Международной академии современных искусств. 2023 и Medal of the order  Star of the Virtuoso - Medal.
- Почетный деятель искусств России
- Лауреат конкурса «Золотая Кисть», 2000 год
- Дважды лауреат международного конкурса «Искусство. Совершенство. Признание». Номинация – Живопись. Золотые медали, 2019 год
- Диплом Международной академии современных искусств, 2023 год.
- Медаль Ордена «Золотая Звезда Виртуоза» и сертификат.
- Лауреат Международной ассоциации «Искусство народов мира».
- Обладатель диплома Академии Феррони (2005).
- Лауреат диплома творческого союза художников России (московское отделение), 2007 год.
- Почетный диплом ТСПХ, 2008 год.
- Диплом участника - Десятый международный фестиваль литературы и культуры «Славянские традиции», 2018 год.
- Диплом участника выставки арт-группы Alter Ego, 2018 год.
- Диплом участника выставки «Июньский год» московского выставочного зала «Тушино», 2018 год.
- Диплом за участие в Выставке «Ритм и Согласие» в Культурном центре Посольства республики Армения в России, 2020 год.
- Золотые медали конкурсов «Искусство. Совершенство. Признание».

- В 1995 г. -Лауреат Международной ассоциации «Искусство народов мира».
- С 2005 г. - обладатель диплома Академии Феррони[3].
- С 2007 г. -  лауреат диплома творческого союза художников России (московское отделение).
- С 2008 г. - почетный диплом ТСПХ.
- В 2018 г. -  диплом участника десятого международного фестиваля литературы и культуры «Славянские традиции». В том же году вручён диплом  участника выставки арт-группы Alter Ego и диплом  участника выставки «Июньский год» московского выставочного зала «Тушино».
- В 2019 г. -  лауреат диплома клуба экспертов «Ампир» и в том же году награждён  золотыми медалями конкурсов «Искусство. Совершенство. Признание» за работы «Души звезд»[4] и «Единство четырех»[5].
- В 2020 г. - диплом вручён за участие в  выставке «Ритм и Согласие» в Культурном центре Посольства республики Армения в России.

## Работы в собраниях и музеях
- Государственный музей искусств Грузии, Тбилиси[6];
- Национальная картинная галерея Армении, Ереван;
- Museum of Modern Renaissance, Бостон;
- Одесский государственный музей Западного и Восточного искусства, Одесса;
- Литературно-художественный музей Марины и Анастасии Цветаевых, Александров;
- Музей К. Д. Бальмонта, Шуя;
- Ярославский художественный музей, Ярославль;
- Музей портрета «Россия — Взгляд из третьего тысячелетия», Москва;
- Музей портрета «Национальная портретная галерея». Museum portrait «National Portrait Gallery» — Коллекция музея — Бальмонт Константин Дмитриевич;
- Омский государственный музей, Омск;
- Щучинский государственный музей, Щучинск;
- Кокчетавский государственный музей, Кокшетау;
- Галерея «М’АРС», Москва;
- Галерея «Никор», Москва;
- частные коллекции России, Швейцарии, США, Германии, Израиля, Голландии, Франции, Великобритании и др.

- Государственный музей искусств Грузии, Тбилиси, ул. Кецховели, 1.
 (лист 1, листов 3)
- (лист 2)
- (лист 3)

- Национальная картинная галерея Армении, Ереван/
 (лист 1, листов 3)
- (лист 2)
- (лист 3)
- (лист 4)

- Museum of Modern Renaissance, Бостон, США.

- Одесский государственный музей Западного и Восточного искусства, Одесса,Украина.
- Литературно-художественный музей Марины и Анастасии Цветаевых, г. Александров, Россия.
- Музей К.Д.Бальмонта, Россия, г. Шуя, Ивановская обл., пл.Революции, 8.
- Музей К.Д.Бальмонта
- Ярославский художественный музей, г.Ярославль, Россия.

## Выставки
- 1988-1990 весенние республиканские выставки союза художников Грузии, г. Тбилиси;
- 1991 «Золотая кисть». ЦДХ, Москва;
- 1991 «Пространство и дух», Москва;
- 1991 Художественный аукцион. Кипр, Греция;
- 1991 Серия выставок-продаж в галерее «ТА-ИС», Москва;
- 1991 Серия выставок в галерее «АКЦИЯ». ЦДХ, Москва;
- 1991 Выставка-продажа в галерее «М'АРС», Москва;
- 1991 Выставка в Ассоциации «Искусство народов мира», Москва;
- 1991 Выставка в галерее «Никор», Москва;
- 1991 Серия выставок-продаж в Совинцентре в галерее «ОЛЬГА» Москва;
- 1992 Художественная ярмарка «АРТ МИФ 2", Центральный выставочный зал «Манеж», Москва;
- 1992 Серия из 9 выставок-продаж в галерее «АКЦИЯ». Москва;
- 1992 Выставка произведений русских художников «ЭКСПО», Балтимор, США;
- 1992 Серия выставок «ТА-ИС», Москва;
- 1992 Серия выставок-продаж в галерее «М'АРС», Москва;
- 1992 Выставка-продажа в галерее «Никор», Москва;
- 1992 «Хаммер центр" Совинцентр галерея «ОЛЬГА», Москва;
- 1992 «Андрей и Михаил». «Экспоцентр», Москва;
- 2000 «АРТ-САЛОН-2000». ЦДХ Москва[7];
- 2000 «Золотая кисть». ЦДХ, Москва;
- 2000 «Мастер класс». Этнографический музей, Санкт-Петербург;
- 2000 Выставка в выставочном центре «Выхино», Москва;
- 2000 Персональная выставка в галерее «Никор», Москва;
- 2003 Выставка в галерее «Март». ЦДХ, Москва;
- 2003 Выставка в выставочном центре «Выхино», Москва;
- 2004 Выставка в галерее «Гармония», гост. Рэдиссон-Славянская, Москва;
- 2004 Выставка «On The Wall», Оlimpia Grand Hall, Лондон;
- 2004 Выставка в галерее «Lolita's Art Garden», Лондон;
- 2004 Выставка в галерее «Arcima», Париж;
- 2005 Выставка в галерее «Гармония», гост. Рэдиссон-Славянская, Москва;
- 2006 Музей Владимира Высоцкого, Москва;
- 2006 Выставка в салоне «Новый», Санкт-Петербург[8] ;
- 2006 «Tal Tevere alla Moscova» Рим Италия;
- 2007 Государственная галерея "«Творчество», Москва;
- 2007 Современник ЦДХ, Москва;
- 2007 Музей Владимира Высоцкого, Москва;
- 2007 «Транзит из детства», ЦДХ, Москва;
- 2007 «Свойства искренности», ЦДХ, Москва;
- 2007 Галерея «Sen Bruk» музей Высоцкого;
- 2007 «FYR arte contemporanea Premio LEONARDO DA VINCI»;
- 2008 Государственная галерея «Выхино»;
- 2008 Второй Московский Фестиваль искусств «Традиция и Современность»; Манеж, Москва;
- 2008 «Мифология пространства» галерея ВХУТЕМАС.
- 2008 Галерея Хасая Алиева в «Центре Защиты от Стресса»[9]
- 2008 Галерея Alter-ego ЦДХ Москва;
- 2008 галерея Ардена "Осенний экспромт»;
- 2008 «Транзит из детства», ЦДХ, Москва;
- 2009 «Цвет и слово» «Общественный благотворительный фонд Аквариус центр творчества» Центральный дом журналиста.
- 2009 галерея «Никор" 20 лет «Искусство народов мира» «Творчество», Москва;
- 2009 Москва галерея «Тушино»;
- 2009 Галерея «Alter-ego» ЦДХ Москва;
- 2009 Выставка в галерее «Lolita's Art Garden», Лондон;
- 2009 галерея «vinsent» «Фестиваль дыни»[10].
- 2010 выставка из коллекции Н. И. Корнилова ЦДХ Москва
- 2010 выставка из коллекции Н. И. Корнилова в галерее «Творчество», Москва
- 2010 галерея Ардена Москва
- 2010 Галерея «Sen Bruk» музей Высоцкого
- 2010 Выставка в галерее «Lolita's Art Garden», Лондон
- 2010 галерея «Тушино» Москва
- 2011 Выставка в галерее «Lolita's Art Garden», Лондон
- 2011 Museum of Modern Renaissance США
- 2011 Музей Владимира Высоцкого, Москва
- 2011 Выставка в галерее «Март». ЦДХ, Москва
- 2011 галерея Тушино Москва
- 2009 «Цвет и слово» «Общественный благотворительный фонд аквариус центр творчества» Дом журналиста, Москва
- 2011 галерея Ардена «Осенний экспромт»
- 2012 Выставка в галерее «Lolita's Art Garden», Лондон
- 2012 Museum of Modern Renaissance США
- 2012 Галерея «Alter-ego» ЦДХ Москва
- 2012 Московский государственный Выставочный зал «Творчество»
- 2012 Музей Владимира Высоцкого, Москва
- 2013 Museum of Modern Renaissance США
- 2013 Выставка в галерее «Lolita's Art Garden», Лондон
- 2013 Музей Владимира Высоцкого, Москва
- 2013 Московский государственный Выставочный зал «Творчество»
- 2014 галерея Ардена
- 2014 «Общественный благотворительный фонд аквариус центр творчества» Дом журналиста, Москва
- 2014 Московский государственный Выставочный зал «Творчество»
- 2014 Галерея «Alter-ego» ЦДХ Москва
- 2014 Museum of Modern Renaissance США
- 2015 галерея Ардена
- 2015 Выставка ЦДХ, Москва
- 2016 галерея Ардена
- 2016 Museum of Modern Renaissance США
- 2016 Выставка в ЦДХ, Москва
- 2016 «Общественный благотворительный фонд аквариус центр творчества» Дом журналиста, Москва
- 2017 ЦДРИ на кузнецком мосту
- 2017 галерея Ардена
- 2017 Выставка в ЦДХ, Москва
- 2018 «С любовью о любви» Выставочный зал «Тушино» Москва
- 2018 выставка словенские традиции Крым Россия
- 2018 ЦДРИ на кузнецком мосту
- 2019 выставка Международная ассоциация фондов мира Москва
- 2019 Галерея «Alter-ego» ЦДХ Москва
- 2019 музей арт. модерн Москва
- 2019 ЦДРИ на Кузнецком мосту
- 2019 библиотека Добролюбова
- 2020 «Ритм и Согласие» Культурный центр
- 2019 Москва галерея Тушино[11]